# وو چائو
وو چائو (انگلیسی: Wu Chao؛ زادهٔ ۱۹ ژانویهٔ ۱۹۹۲) یک وزنه‌بردار اهل چین است که در مسابقات قهرمانی جهان ۲۰۱۱ در رده وزنی ۶۹ کیلوگرم موفق به کسب مدال برنز شد.